# Třída Lublin
Třída Lublin (či též Projekt 767) je třída výsadkových lodí a minonosek polského námořnictva. V letech 1989–1991 bylo do služby zařazeno celkem pět jednotek této třídy. Všechny jsou v aktivní službě.

## Pozadí vzniku

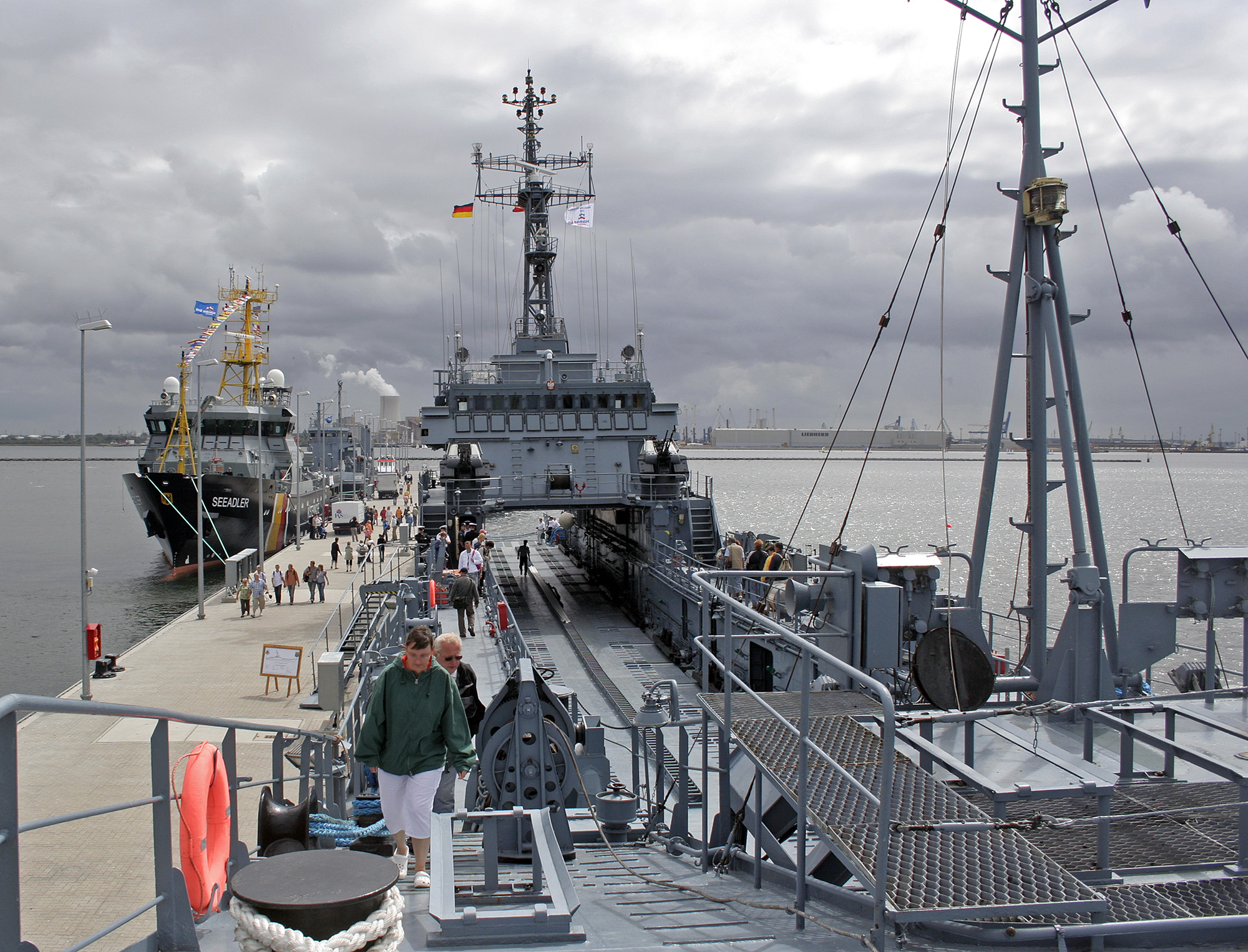
Nákladový prostor lodě třídy Lublin

Celá třída byla navržena a postavena přímo v Polsku. Původně bylo polským lidovým námořnictvem požadováno dodání 12 jednotek. Do roku 1989 bylo rozestavěno pět z nich. Do služby byly zařazeny v letech 1989–1991. Dalších sedm jednotek nebylo do roku 1989 rozestavěno a objednávka na ně byla skončení studené války zrušena.
Jednotky třídy Lublin:
| Jméno             | Zahájení stavby | Spuštěna          | Vstup do služby | Status  |
| ----------------- | --------------- | ----------------- | --------------- | ------- |
| ORP Lublin (821)  | 1987            | 12. července 1988 | 12. října 1989  | aktivní |
| ORP Gniezno (822) | 1988            | 1988              | 23. února 1990  | aktivní |
| ORP Kraków (823)  | 1988            | 1989              | 27. června 1990 | aktivní |
| ORP Poznań (824)  | 1989            | 1990              | 8. března 1991  | aktivní |
| ORP Toruń (825)   | 1989            | 1990              | 24. května 1991 | aktivní |

## Konstrukce

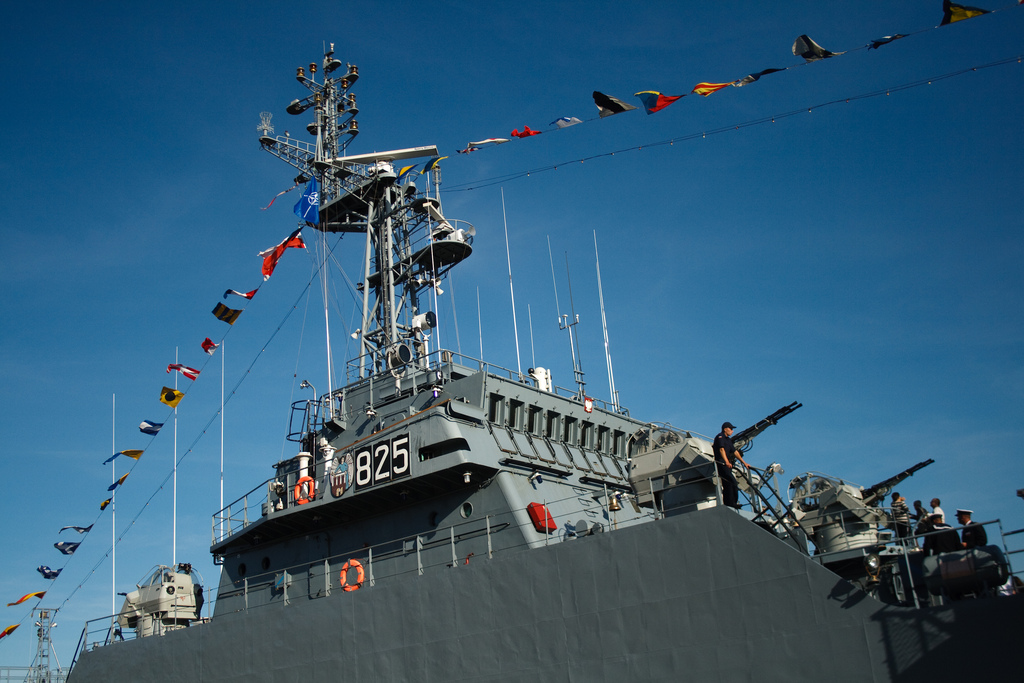
Detail můstku a části výzbroje ORP Toruń

Plavidla mohou přepravovat devět tanků T-72, nebo 135 vojáků s výzbrojí. Alternativně může nést až 134 námořních min. Výzbroj tvoří čtyři věže kompletu ZU-23-2MR, každá s jedním 23mm dvojkanónem a dvěma protiletadlovými střelami velmi krátkého dosahu Strela-2M (tento typ výzbroje dostaly jako úplně první plavidla polského námořnictva). Pohonný systém tvoří dva diesely Cegielski-Sulzer 6ATL25D o výkonu 1320 kW, roztáčející trojici lodních šroubů. Nejvyšší rychlost dosahuje 16,5 uzlu.